# Мистификация (фильм, 2010)
Мистификация — польский фильм криминального жанра 2010 года, режиссёр Яцек Копрович.

## Сюжет
Главный герой фильма Лазовский после мартовских событий 1968 года отчислен из университета незадолго до защиты магистерской диссертации в Лодзинском университете. От прохождения военной службы в исправительной роте его спасает предложение о сотрудничестве с СБ. Он едет в Закопане, чтобы следить за поэтом, связанным с оппозицией. Здесь он открывает сенсационный след, который может изменить события истории: всё указывает на то, что Виткаций (Станислав Виткевич), великий поэт, мастер провокации и скандалов, всё ещё жив .

## В ролях
- Ежи Штур — Виткаций
- Мацей Штур — Лазовский
- Ева Блащик — Чеслава Окнинская
- Ольгерд Лукашевич — Мацей Виткевич
- Ева Далковская — Ядвига Виткевич, жена Виткация
- Войцех Пшоняк — парикмахер Пинно
- Анджей Хыра — майор С. Б.
- Каролина Грушка — Зузанна Заротынская, любовница Виткация
- Владислав Ковальский — доктор Леопольд
- Кшиштоф Строиньский — смотритель
- Петр Ружаньский — Ежи Завейский
- Мариуш Бенуа — полковник СБ
- Роман Ганчарчик — руководитель рецепции отеля «Гевонт»
- Сильвия Оксюта-Вармус — проститутка «Мэрилин Монро»
- Ева Каспшик — проститутка «Златоустая»
- Магдалена Грожевска — проститутка «Интеллектуалка»